# Cayemites

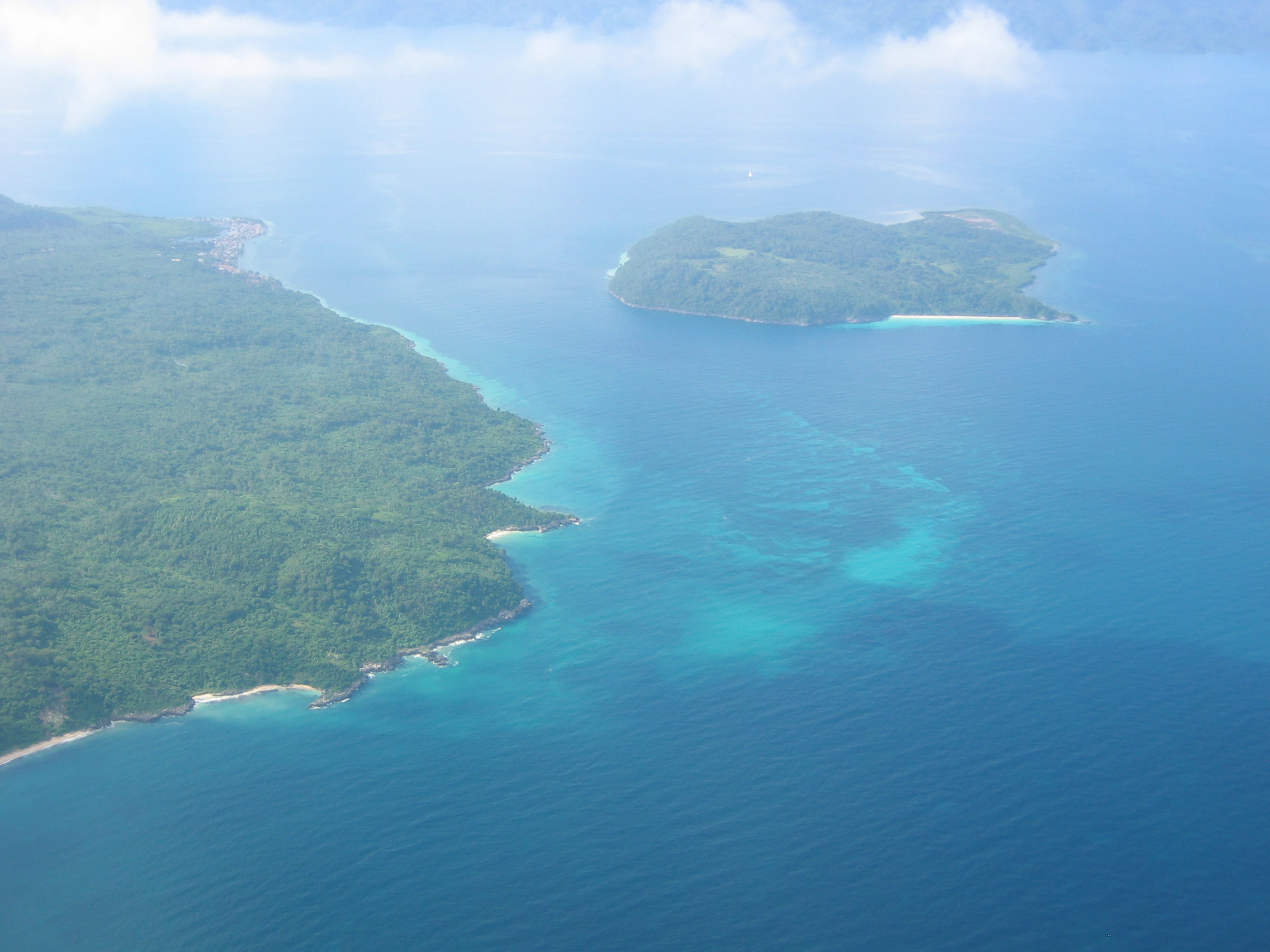
Cayemites (2007)

Die Cayemites (Haitianisch-Kreolisch: Kayimit, französisch Les Cayemites) sind zwei Inseln im Golf von Gonâve im Westen vor der Nordküste der Tiburon-Halbinsel Haitis: Grande Cayemite (Gwo Kayimit) und Petite Cayemite (Ti Kayimit).
Die Inseln sind zusammen 45 Quadratkilometer groß. Das nur etwa einen Quadratkilometer kleine Petite Cayemite liegt unmittelbar westlich von Grande Cayemite. Die Inseln befinden sich ungefähr 35 Kilometer östlich der Stadt Jérémie und gehören verwaltungsmäßig zum Departement Grand’Anse bzw. zur gegenüber an der Küste liegenden Gemeinde Pestel. Die Einwohnerzahl beträgt 18.000. Die Inselhauptstadt ist Anse à Macon (2500 Einwohner) an der Südostküste, der nächstgrößere Ort Pointe Sable (1600 Ew.). Wassermangel schränkt die Landwirtschaft ein. Es wird Fischfang betrieben.